# اندالاتانوسی
اندالاتانوسی (به لاتین: Andalatanosy) یک سکونتگاه مسکونی در ماداگاسکار است که در آندروی واقع شده‌است.

## خصوصیات
اندالاتانوسی ۲۳٬۰۰۰ نفر جمعیت دارد و ۴۴۱ متر بالاتر از سطح دریا واقع شده‌است.